# プレシデンテ・アイェス県

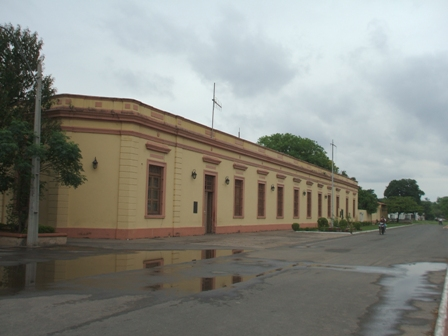
県庁舎

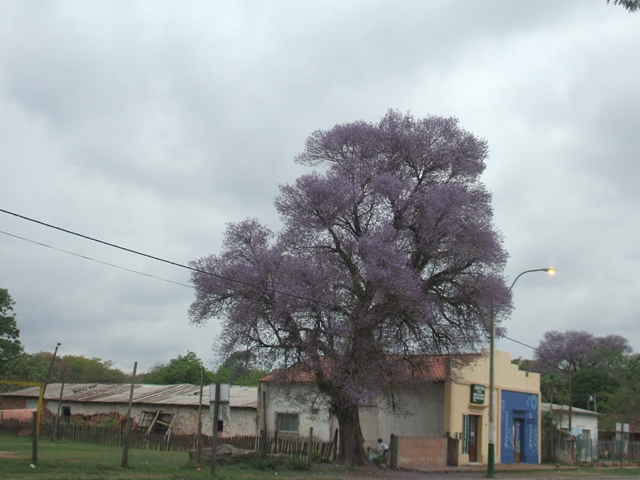
ベンハミン・アセバルの通り

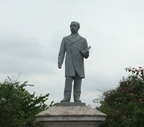
ベンハミン・アセバルの記念碑

プレシデンテ・アイェス県（プレシデンテ・アイェスけん、スペイン語: Departamento de Presidente Hayes、スペイン語発音: [pɾesiˈðente ˈaʝes]）は、パラグアイ中央の県。
2016年の人口は11万8801人で、18県中15位。
県都はビージャ・アイェス。
名前の由来は、第19代アメリカ合衆国大統領ラザフォード・ヘイズ（Rutherford Birchard Hayes、任期：1877年～1881年）である。
彼は、三国同盟戦争(1864年～1870年)の後に発生したアルゼンチンとの国境紛争を、パラグアイに有利に仲裁した。

## 人口
- 2000年7月1日：8万4408人
- 2005年7月1日：9万4735人
- 2010年7月1日：10万5416人
- 2016年7月1日：11万8801人

## 隣接県
- 北：アルト・パラグアイ県
- 北東：コンセプシオン県
- 東：サン・ペドロ県
- 南東：コルディエラ県、中央県、アスンシオン
- 南：フォルモサ州
- 西：ボケローン県

## 主要都市
- ビージャ・アイェス（英語版）：2万2100人(県都)
- ベンハミン・アセバル（英語版）：1万100人

## 歴史
ヨーロッパ人侵略者と先住民の戦闘によって複数の町が放棄され、唯一ボルボン要塞(現在のフエルテ・オリンポ)のみが生き残った。
ポルトガルやフランスもこの地域に派兵したが、上手くいかなかった。
1878年、三国同盟戦争の後に発生したアルゼンチンとの国境紛争を、第19代アメリカ合衆国大統領のラザフォード・ヘイズ(Rutherford Birchard Hayes)がパラグアイに有利に仲裁した。
1906年、東西に2分割された。

## 気候
最高気温記録は44℃、最低気温記録は0℃、年間平均気温は26℃。
年間降水量は900～1200mm。

## 参考資料
- Geografía Ilustrada del Paraguay, Distribuidora Arami SRL; 2007. ISBN 978-99925-68-04-0
- Geografía del Paraguay, Primera Edición 1999, Editorial Hispana Paraguay SRL